# Fiordo di Inglefield
Il fiordo di Inglefield (o Inglefield Bredning) è un fiordo della Groenlandia; sbocca a ovest nello Stretto di Nares e la sua bocca è limitata a nord dalla città di Qaanaaq e a sud da Capo Parry. Si addentra nella Penisola di Hayes; le sue coste appartengono al comune di Avannaata.